# フランス国鉄BB12000形電気機関車
フランス国鉄BB12000形電気機関車（フランスこくてつBB12000がたでんききかんしゃ）は、かつてフランス国鉄（SNCF）が所有していた電気機関車。1954年から1961年にかけて製造されたフランス初期の交流電気機関車であり、"アイロン"や"クロコダイル"と言うニックネームで呼ばれていた。
この項目では、BB12000形と同時期に導入されたBB13000形電気機関車、CC14000形電気機関車、CC14100形電気機関車およびBB12000形の同型車両であったルクセンブルク国鉄BB3600形電気機関車（ルクセンブルクこくてつBB3600がたでんききかんしゃ）についても解説する。

## 導入までの経緯
SNCFを始め、世界各地で採用されている20,000V 50Hzの商用電源周波数を用いる交流電化は、1936年にドイツ国営鉄道が運営していたフライブルク - ドナウエシンゲン線での試験運用から始まった。しかし第二次世界大戦による中断を経てドイツが敗戦した後、当地を占領統治したフランスによって試験が続行される事となった。その後、1950年からはフランス南東部のアンシー線（エクス＝レ＝バン - アンシー - ロシュ＝シュル＝ヨン間）を電化し、4種類4両の交流電気機関車を導入した上で本格的な試験が行われた。
それらの結果を基に実用化の目途が立ったと判断したフランス国鉄は、フランス北部のヴェランシエンヌ-ティオンヴィル間の363kmを交流電化の第一陣として電化する事を決定した。この区間は沿線で鉄鋼業が盛んな事もあり、1954年の時点で年間1,100万tというヨーロッパ屈指の貨物輸送量を記録しており、計画時には「最軽量の交流架線を使って最重量列車を運ぶ」というスローガンが掲げられていた。そして、それまでこの区間で活躍していた700両以上の蒸気機関車に代わり、用途に応じた4種類の量産型電気機関車が導入される事となった。その中で当初は旅客用、後に貨客両用の形式として製造が行われたのがBB12000形である。

## 概要

### 構造
車体は中央部に運転台が設置されたセンターキャブと呼ばれる構造で、屋根上には菱形パンタグラフが2基設置されている。製造コスト削減のため、運転台など車体の基本的な構造はBB12000形を含めた4種類の電気機関車全てに共通する。
車内にはイグニッション変速機が設置されたほか、整流器として、容器に封入した水銀と炭素電極間のアーク放電によって整流を行う水銀整流器（イグナイトロン式）が鉄道車両で初めて採用され、日本を含めた多くの交流電車や交流電気機関車が水銀整流器を用いるきっかけとなった。

### 運用
1954年に最初の車両（BB-12001号機）が納入され、試運転では滑り止めなどの対策なしで1,100tの列車を牽引した。更にBB-12006号機を用いた試運転では10‰の勾配区間でも2,000tの列車が牽引可能であるという記録を作り、粘着係数は50％に到達した。これらの結果を踏まえ、初期の車両は最高速度140km/hの旅客専用電気機関車として製造されていたのを変更し、歯車比を増やしたうえで最高速度を120km/hに下げた貨客兼用電気機関車として運用される事となり、旅客列車から鉱石輸送の重量級貨物列車まで様々な列車の先頭に立った。
1954年から1961年まで148両が製造され、ストラスブールを始め5箇所の機関区に配備された。1989年初頭には55両が貨物輸送で活躍し、10年後の1999年の時点でも24両が在籍していたが、ビーコンによる速度制御装置（KVB）を搭載しておらず2001年以降の使用が不可能になる事から新型電気機関車による置き換えが急速に進んだ。その結果1999年11月27日に定期運用から撤退し、以降は鉄道愛好団体による臨時列車などに用いられたものの同年12月28日をもって全ての車両が廃車された。以降は複数の車両が各地の博物館や車庫で静態保存されている。
同型車両として、後述するルクセンブルク国鉄向け車両であるBB3600形電気機関車が存在する。

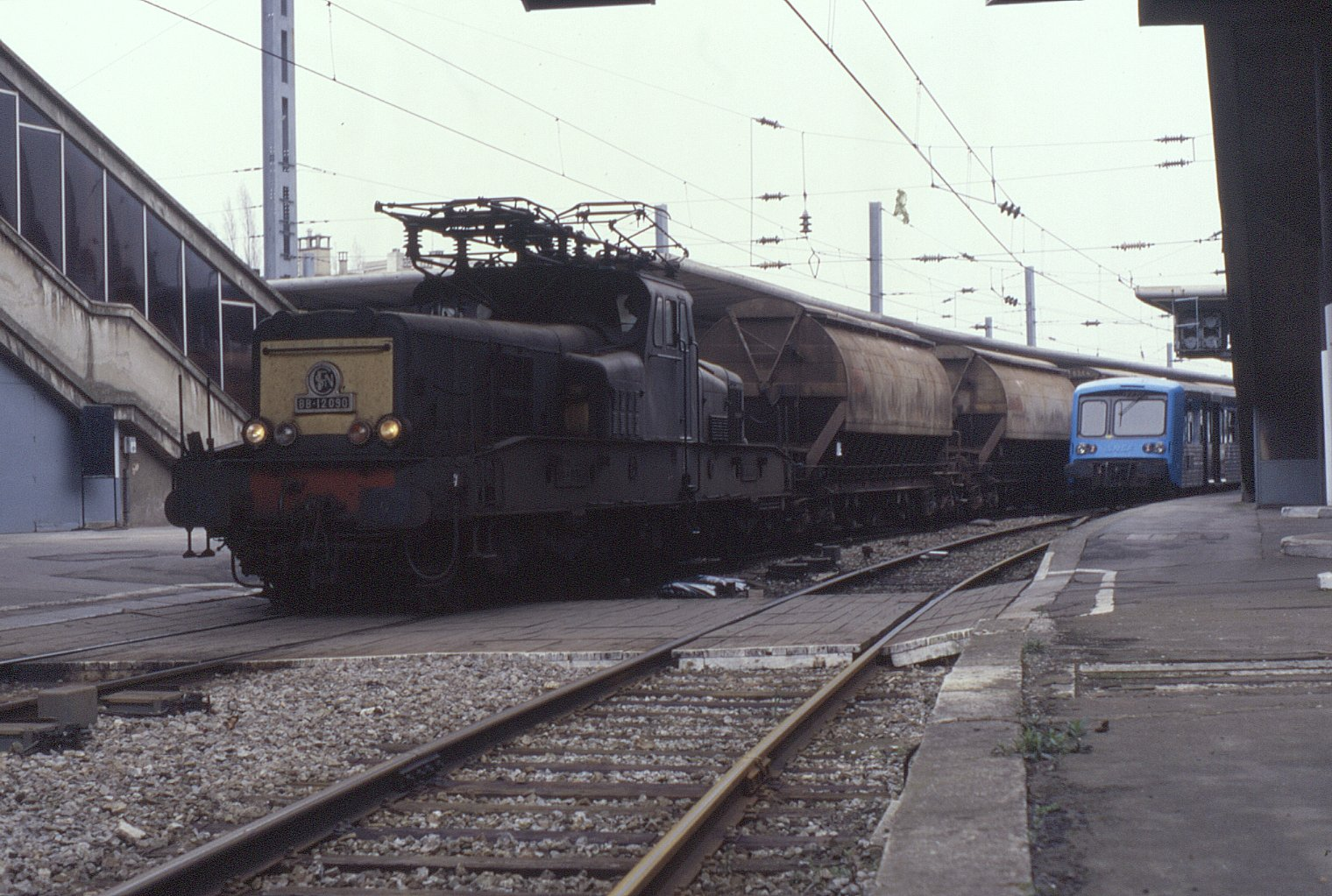
現役時代のBB-12090号機（1989年撮影）
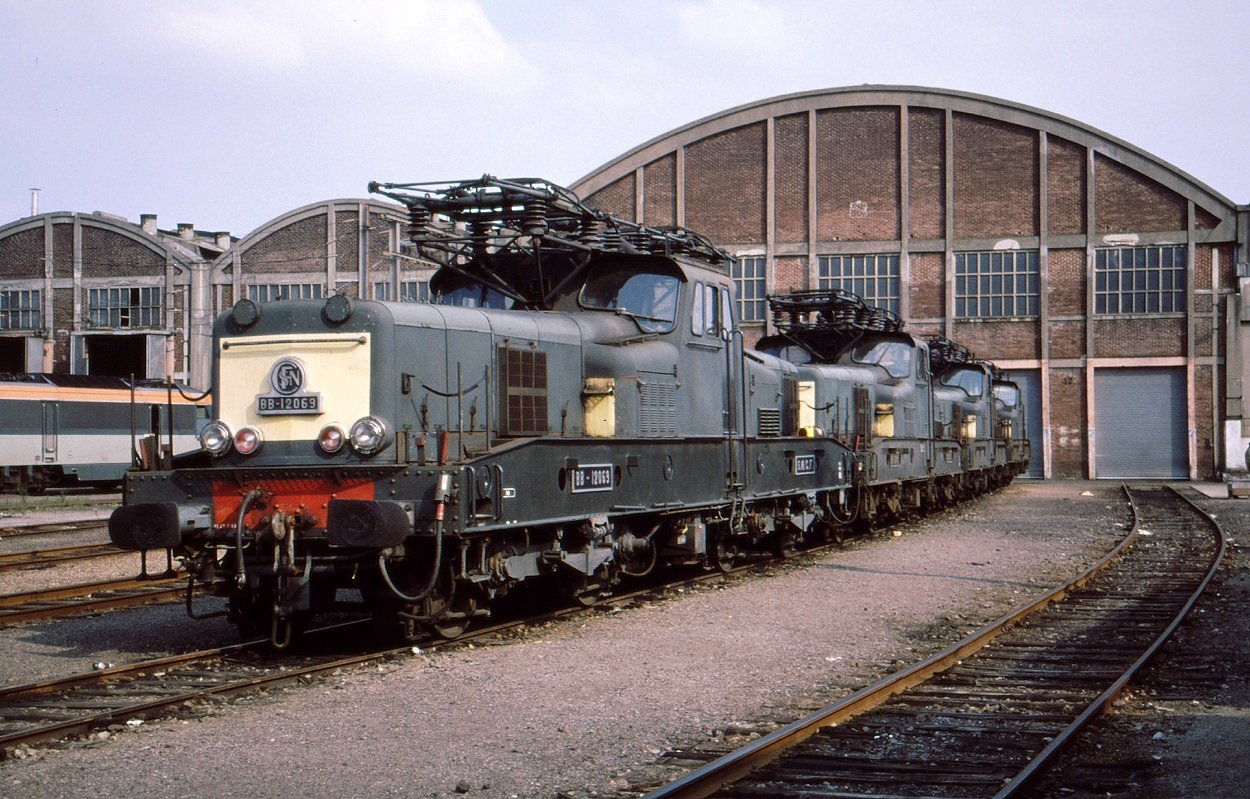
車庫に留置されたBB12000形（1999年撮影）
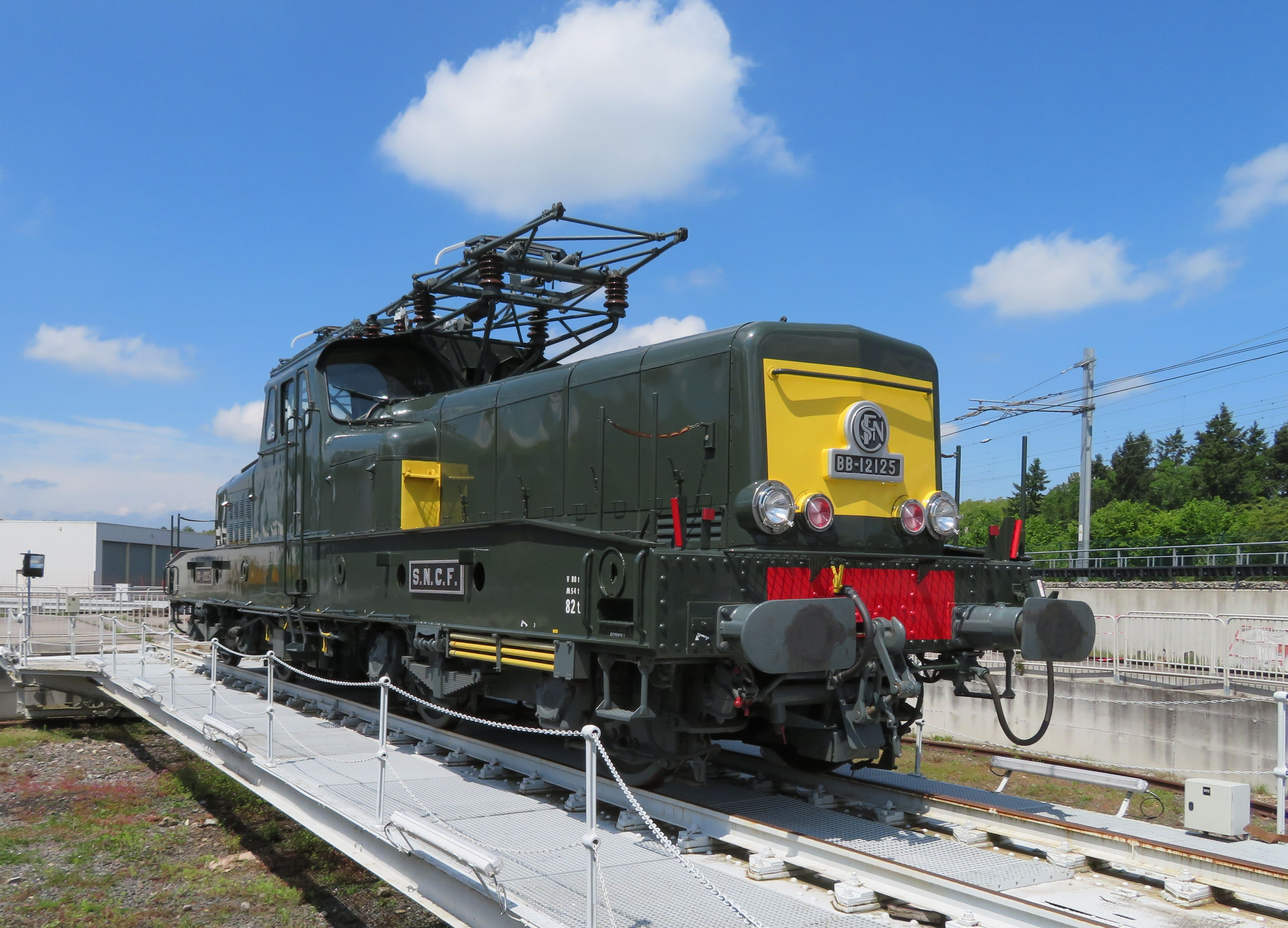
シテ・デュ・トランで保存されているBB-12125号機
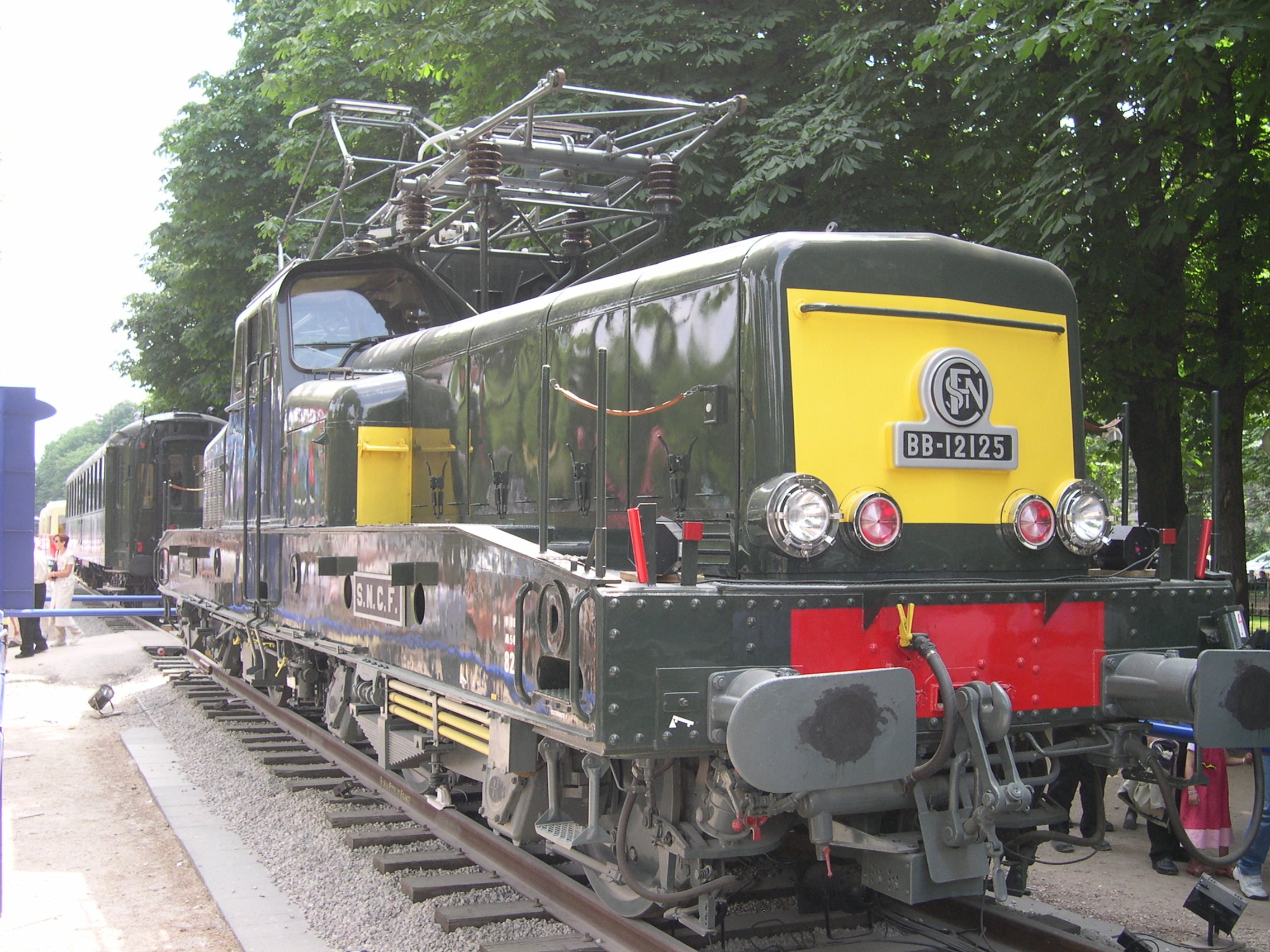
シャンゼリゼ通りに展示されたBB-12125号機（2003年撮影）

## 関連車両

### BB13000形
1954年から1957年にかけて53両が製造された形式。ストラスブール機関区に集中的に配置された。車体長など外見はBB12000形と同様だが、交流電力をそのまま電動機を動かすことに用いる直接式が採用された。製造にはフランスの企業のみならずSLM、エリコンなどスイスの企業も参加していた。
元は旅客用として製造されたが、初期の車両は最高速度が105km/hと低速だったため専ら貨物列車に使用された。その後に製造された車両は最高速度を120km/hに引き上げたものの、特急など高速列車に用いられるのは稀であった。
BB12000形と比べて用途が限定された事から1985年以降廃車が行われ、1994年1月までに全車廃車された。2013年現在、2両が保存されている。

### CC14000形
重量級の貨物列車牽引用として、1955年から1959年にかけて20両が製造された機関車。台車が三軸ボギー式となり、ボンネットを始めとした車体長もBB12000形やBB13000形より長くなった。
CC-14001号機を用いた試験運転では5‰の勾配区間で3,850tの列車を牽引する結果を残したものの、複数の変圧器と三相交流誘導電動機を用いる方式はメンテナンス面でコストが嵩み、営業運転時にも十分な性能が発揮できなかった事により、1981年12月までに全車とも廃車となった。1両（CC-14018号機）がシテ・デュ・トラン（旧：フランス鉄道博物館）に保存されている。

### CC14100形
重量級の貨物列車牽引用として、1954年から1958年にかけて102両が製造された機関車。外見はCC14000形と同型だが単一直結変圧器と直流電動機を備えており、営業運転時も安定した性能を発揮する事が出来た。
蒸気機関車に代わって貨物列車を牽引したのみならず、優れた加速性能から短距離の旅客輸送にも用いられた。しかし最高速度が60km/hと低速だった事や貨物輸送量の減少などが影響し1976年から廃車が始まり、1997年までに全車とも引退した。以降は2両が静態保存されている。

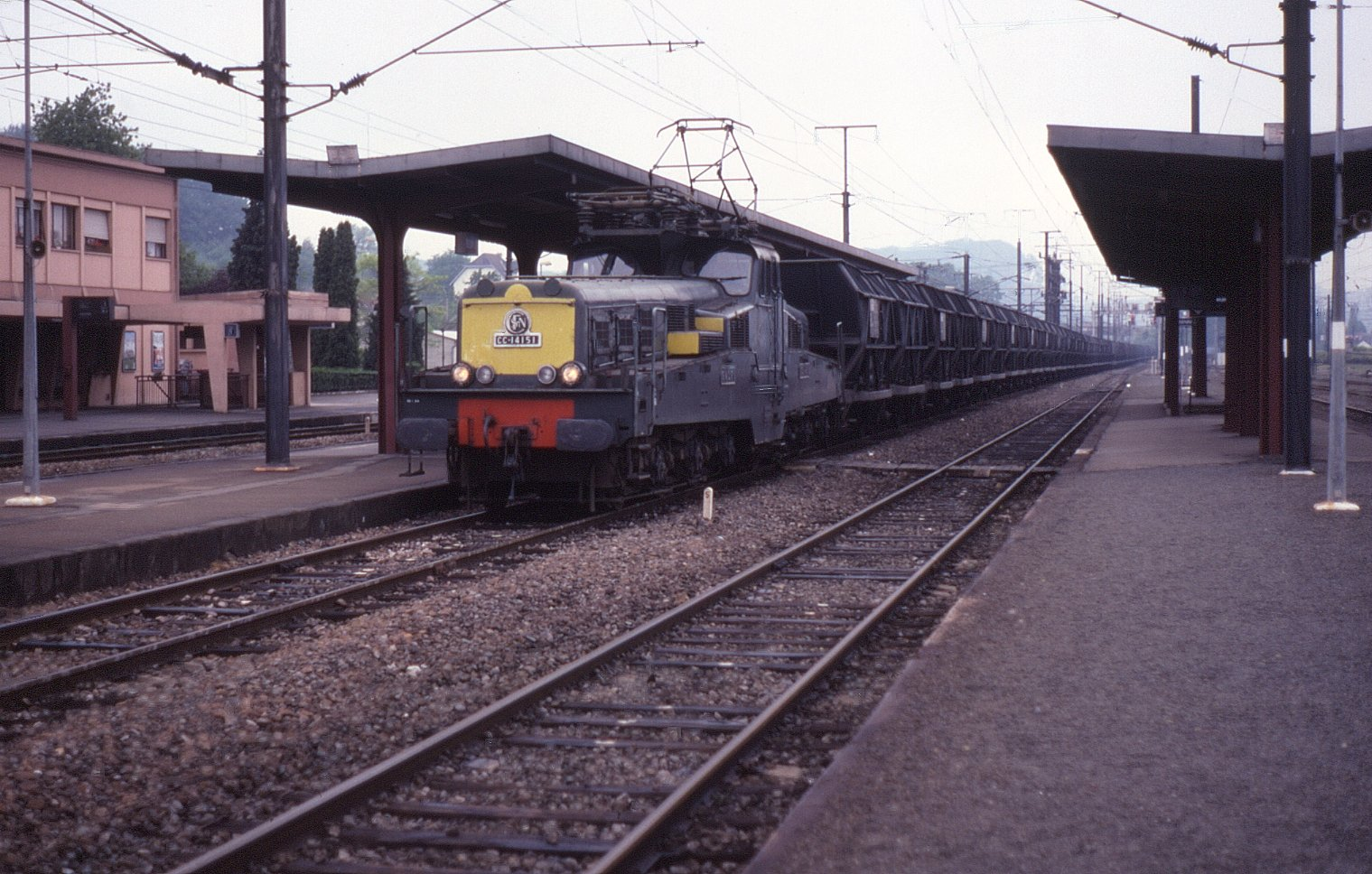
現役時代のCC-14151号機

## 輸出車両

### ルクセンブルク国鉄BB3600形電気機関車
BB12000形の同型車両として、1958年から1960年にかけてルクセンブルク国鉄に導入された交流電気機関車。貨物列車に加えてフランスへの国際列車を始めとした旅客列車の牽引にも用いられた。フランスでBB12000形などが引退した後も一部の車両が活躍を続けたが、2005年3月28日のさよなら運転をもって営業運転を終了した。2016年現在、BB3602号機がドイツのアウクスブルク鉄道公園に、BB3608号機が登場時の外見に復元された上でエシュ＝シュル＝アルゼットに静態保存されている。

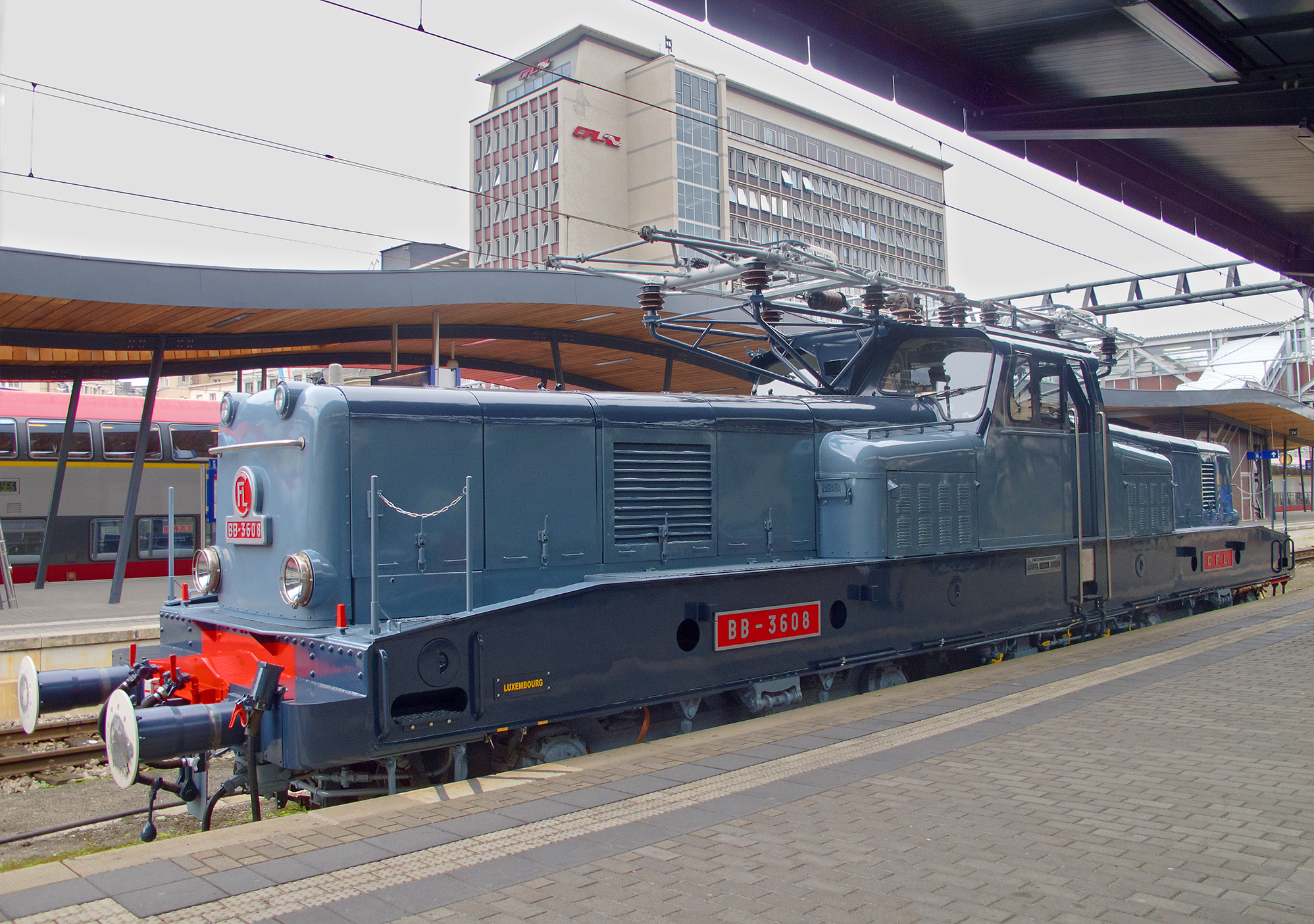
登場時の外見に復元されたBB3608号機

## 参考資料
- 石田周二、笠井健次郎『交通ブックス 124 電気機関車とディーゼル機関車』成山堂書店、2015年6月。ISBN 978-4-425-76231-6。

- 沢野 周一, 星晃『写真で楽しむ世界の鉄道 ヨーロッパ 1』交友社、1959年11月。

- Olivier Constant「フランスの交流電化を本格化させた旧型交流電気機関車の引退」『鉄道ファン』第40巻第8号、交友社、2000年8月、80-87頁。